# Profondeville
Profondeville (in vallone Parfondveye) è un comune belga di 11 424 abitanti situato nella provincia vallona di Namur.